# Glen Allen (Alabama)
Glen Allen is een plaats (town) in de Amerikaanse staat Alabama, en valt bestuurlijk gezien onder Fayette County en Marion County.

## Demografie
Bij de volkstelling in 2000 werd het aantal inwoners vastgesteld op 442.
In 2006 is het aantal inwoners door het United States Census Bureau geschat op 433, een daling van 9 (-2,0%).

## Geografie
Volgens het United States Census Bureau beslaat de plaats een oppervlakte van
13,9 km², geheel bestaande uit land. Glen Allen ligt op ongeveer 183 m boven zeeniveau.

## Plaatsen in de nabije omgeving
De onderstaande figuur toont de plaatsen in een straal van 24 km rond Glen Allen.